# Crasna (okręg Vaslui)
Crasna – wieś w Rumunii, w okręgu Vaslui, w gminie Albești. W 2011 roku liczyła 478 mieszkańców.